# Apellániz
Apellániz (oficialmente Apellániz/Apilaiz) es un concejo del municipio de Arraya-Maestu, en la provincia de Álava.

## Toponimia
En el año 1025 en la Reja de San Millán, consta como Ariniz.En 1257 aparece documentado como Apillaniz y en 1511 como Apellaniz. En el año 2000, aparece documentado como Apellaniz/Apinaiz; y en 2002 y 2005 como Apellániz/Apinaiz.

## Geografía física
El concejo se encuentra situada en un valle llano de unos cinco kilómetros de extensión, a la sombra de la Peña de San Kristobal, en las laderas de los Montes de Izki, rodeado de castaños.Dista 28 km de Vitoria. Se accede al pueblo a través de una carretera local que lo une con la carretera A-132 (Vitoria-Estella) con dos accesos, desde Vírgala Mayor (A-4122) o desde Maeztu (A-4123).
| Noroeste: Berrozi | Norte: Vírgala Mayor  | Nordeste: Alecha Arenaza                       |
| Oeste: Arlucea    |                       | Este: Atauri                                   |
| Suroeste: Bajauri | Sur: Quintana (Álava) | Sureste: San Román de Campezo Bujanda Antoñana |

Tres barrios componen la villa: Bengara, Lespara y Goikara. El barrio Bengara se encuentra en lo más alto, alejado de los otros dos barrios. Los barrios de Lespara y Goikara forman uno solo, por no existir zonas que los diferencien.

## Despoblado
Forma parte del concejo el despoblado de:
- Bahanesta.[5]

## Historia
Apellániz fue una villa del señorío del conde de Castrofuerte, que tenía la potestad de elegir el alcalde entre los tres candidatos que le proponían los vecinos.
Hacia mediados del siglo XIX, el lugar, por entonces con ayuntamiento propio, tenía contabilizada una población de 470 habitantes. Aparece descrito en el segundo volumen del Diccionario geográfico-estadístico-histórico de España y sus posesiones de Ultramar de Pascual Madoz con las siguientes palabras:

APELLANIZ: v. con ayunt. en la prov. de Alava (4 leg. á Victoria), dióc. de Calahorra (12), aud. terr. de Búrgos (24), c. g. de las prov. Vascongadas (4) y part. jud. de Salvatierra (3): sit. en un llano cercado de montes y colinas, con clima frio y sano: 64 casas bastante decentes forman la pobl., en la cual hay escuela para ambos sexos, sirviendo de maestro el que á la vez ejerce los oficios de fiel de fechos y sacristan: la igl. parr. (Sta. María) es un edificio muy regular, si bien algo desproporcionada su cúpula; la torre es mediana, y en ella está un relox de repeticion; el culto es servido por tres beneficiados, ejerciendo uno de ellos la cura de almas, y todos son provistos de entre patrimoniales: hay un buen átrio, y en él se halla establecido un juego de bolos: el térm. confina por el N. á 1 1/4 leg. con Azaceta, por E. á 1 con Maestu, por S. á 2 1/2 con Marañon (Navarra) y por O. á 1 con Arlucea; hácia esta parte y no muy dist. de la v. está la ermita de San Bartolomé: todo el térm. es una placinie de 5/4 de leg. de long. desde Atauri á Maestu, ó sea desde S. á NO., y otro tanto de lat. de O. á E. hasta las raices del monte llamado Arvoro. El gran monte de Izqui, cuya circunferencia alcanza á unas 3 leg., está casi despoblado, porque los distintos pueblos comuneros, para utilizarlo no cuidan de su repoblacion. De las diversas fuentes que brotan en el térm. y de las vertientes de sus sierras se forma un arroyuelo, que siguiendo por el campo de Maestu, toma el nombre de r. Galguitu, que en su curso encuentra tres puentes de madera, y sigue á desaguar en el Ega cerca del punto llamado Peñasalada: el terreno en lo general mediano y muy yerboso: los caminos son locales y medianos, asi como el ramal que, partiendo desde el punto de Agua-mayor del monte de Izqui, enlaza con el de Vitoria en Virgala-mayor: el correo se recibe de la cap. de prov.: prod., aunque en corta cantidad, trigo, habas, cebada, avena, yero, alholva, maiz, patatas, aluvias, garbanzos, mijo, lentejas y otras legumbres, manzanas, peras, ciruelas y otras frutas; hay colmenas; cria ganado vacuno, yeguar, cabrío, lanar y de cerda; se encuentra caza de perdices, liebres, palomas y otras aves de paso: ind.: un molino harinero, varios artesanos; pero no se saca toda la utilidad que ofrecen las buenas canteras de piedra franca, sillar, de suavizar y de yeso que hay en el térm.: pobl. 60 vec.: 470 alm.: riq. y contr. (V. Alava intendencia). el presupuesto municipal asciende á 6,200 rs., y se cubre por reparto vecinal.
(Madoz, 1845, p. 365)

En la antigüedad era conocida como “Camino de los Arrieros”. Fue administrativamente independiente hasta que el 21 de febrero de 1958 se fusionó con Arraya y Laminoria para constituir un nuevo municipio denominado Arraya-Maestu.El antiguo municipio tenía una extensión de 16,58 km² y en el momento de su integración en Maestu contaba con cerca de 225 habitantes. En 2022, tenía empadronados 107 habitantes.

## Demografía
| Gráfica de evolución demográfica de Apellániz entre 1842 y 1950 |
| |
| Población de derecho según los censos de población del INE Población de hecho según los censos de población del INEEntre el censo de 1960 y el anterior, este municipio desaparece porque se agrupa en el municipio 01037 (Maestu) |

| Gráfica de evolución demográfica de Apellániz entre 2000 y 2020 |
|                                                                 |
| Población de derecho según los censos de población del INE.     |

## Cultura

### Patrimonio material

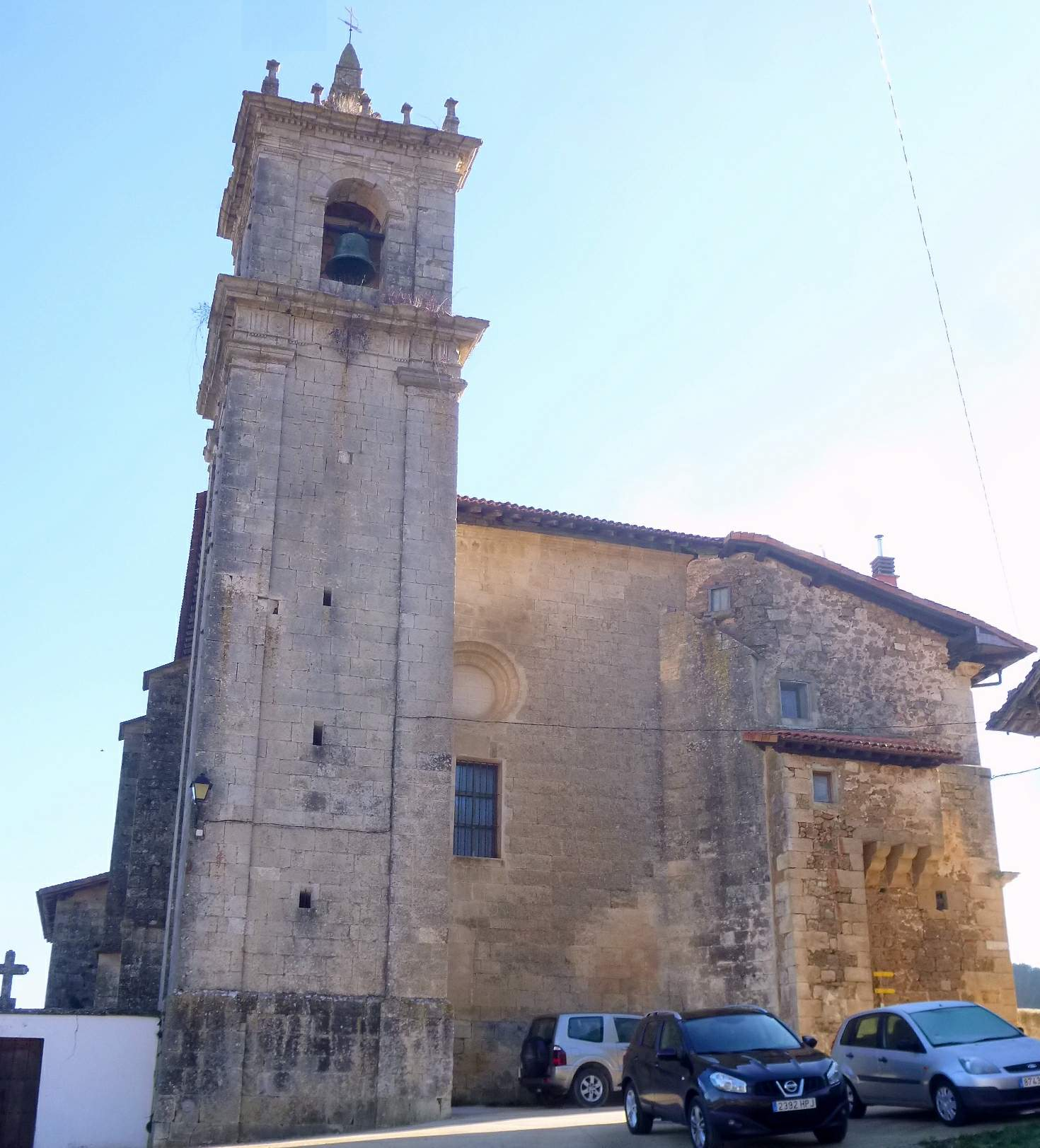
Vista de la iglesia de la Asunción de Nuestra Señora

En el barrio Lespara está la plaza, donde se ubican el ayuntamiento, el centro social, la iglesia parroquial, dedicada a la Asunción de Nuestra Señora, y la casa cural, así como el frontón y un parque infantil, al lado opuesto de la iglesia.
- La iglesia de la Asunción de Nuestra Señora, de portada románica con arcos muy apuntados y torre señorial, construida entre los siglos XVII y XVIII;[4]altar mayor de estilo rococó, obra del vitoriano Manuel de Moraza.[13] Hay algunas esculturas de Gregorio Valdivieso y de Juan Antonio Moraza así como ornamentos bordados del siglo XVI y una reliquia del Lignum Crucis.[14]

- Casa blasonada de la familia Yurre emparentada con los Neira-Alemani, en el lado opuesto de la plaza.[4]
- Casa-palacio de los Fernández de Viana, con el escudo de armas en la fachada y la inscripción 1607, fecha en la que fue construida, en el barrio Goikara.[4]
- Casa blasonada con el escudo de la familia Yurre emparentada con los Neira-Alemani, en el barrio Goikara.[4]
- El antiguo juego de bolos se debía de encontrar en la iglesia. Diversas fuentes documentales hablan del funcionamiento de este juego y de la adquisición de los derechos de explotación por remate público, desde 1770 hasta finales del siglo XIX. El juego estaba totalmente legislado por la villa, señalándose el precio de bola tirada, la comisión por apuesta que debe llevarse el arrendador o la prohibición de jugar durante los oficios de misas, algo muy normal si tenemos en cuenta que se jugaba en el pórtico de la iglesia.[15]
- Ermitas de San Bartolomé (postmedieval),[16]de San Cristóbal,[17]San Juan (1556),[18]de San Miguel (s. XVI),[19]de San Pelayo.[20]
- Los tres barrios de la villa cuentan con fuentes-abrevaderos y lavaderos. Fuente-abrevadero-lavadero de Bengara (1802);[21]de Lespara (1866);[22] Fuente El Solar, [23]fuente de Cazarro.[24]Lavadero de Goikara.[25]
- Separando los barrios de Lespara y Bengara está el puente de Torrostea, construido en 1889.[26]
- Entre los barrios de Bengara y Goikara se encuentran el edificio de la antigua fábrica de electricidad y el molino, de 1923.[27]
- Alejado de la villa, sobre el río Berroci, se encuentra el molino Basabea, de 1772, hoy reformado como vivienda, aunque conserva el alzado izquierdo del hueco, por donde sale el agua que antaño ayudaba a realizar la molienda del trigo.[28]
- Antiguo hospital, de ubicación desconocida, estudiado por Gerardo López de Guereñu quien lo documenta por primera vez mediante una donación al mismo en 1565, señalándose que la casa del hospital tiene era y huerta.[29]
- Fortín carlista de San Cristóbal.[30]
- Menhir El Raso.

### Patrimonio inmaterial
- Sus fiestas se celebran el 16 de abril por Santo Toribio,[4] aunque se suelen trasladar al fin de semana de Semana Santa.